# Lucy Weston Pickett
Lucy Weston Pickett (19 janvier 1904 - 23 novembre 1997) est une biochimiste américaine, professeur "Mary Lyon" et titulaire de la chaire "Camille et Henry Dreyfus" en chimie au Mount Holyoke College.
Ses recherches sur la cristallographie aux rayons X et la spectroscopie d'absorption ultraviolette des molécules organiques reçoivent de nombreuses distinctions.

## Jeunesse
Pickett est née le 19 janvier 1904 à Beverly, Massachusetts, de Lucy Weston, ancienne enseignante et directrice d'école primaire, et de George Ernest Pickett, ancien marin. Elle a un frère, Thomas Austin Pickett, qui devient également chimiste. Lucy et Thomas mènent des vies académiques et professionnelles similaires, tout en entretenant une relation étroite.
Lucy W. Pickett fréquente le lycée de Beverly et entre ensuite au Mount Holyoke College à South Hadley, Massachusetts en 1921 et obtient son diplôme en 1925. Lucy prévoyait de se spécialiser en latin mais change d'avis pour travailler dans les sciences, ayant une attirance pour la chimie. Elle obtient une double spécialisation en chimie et en mathématiques.
En 1925, Pickett obtient son diplôme avec mention très bien, à la fois en chimie et en mathématiques à Mount Holyoke. Elle poursuit avec une maîtrise en deux ans avant de partir à l'Université de l'Illinois, où elle étudie pour son doctorat avec une spécialisation en chimie analytique avec des mineurs en chimie physique et en physique. Sa thèse porte sur les effets des rayons X sur les réactions chimiques et les structures aux rayons X des composés organiques.

## Carrière
Pickett enseigne à l'Illinois et au Goucher College avant de retourner à Mount Holyoke en 1930. Elle y reste jusqu'à sa retraite en 1968. Pendant son congé de 1932 à 1933, elle travaille avec le célèbre cristallographe aux rayons X et lauréat du prix Nobel William Henry Bragg à la Royal Institution de Londres. En 1939, grâce à une bourse de la Fondation pour l'éducation, elle travaille avec Victor Henri à l'Université de Liège, en Belgique, et avec George Kistiakowsky à Harvard.
Même si Lucy aurait aimé poursuivre ses travaux en cristallographie aux rayons X, elle retourne au Mount Holyoke College pour rejoindre une équipe active de chercheurs, dont Emma Perry Carr et Mary Sherrill, qui étudient les structures moléculaires par spectroscopie. En 1942, Pickett et Carr se rendent à Chicago pour assister à une conférence sur la spectroscopie organisée par Robert S. Mulliken. Lucy travaille avec Milliken en 1952 sur des interprétations théoriques du spectre de l'ion benzénium.
Ses collègues et étudiants créent la conférence Lucy Pickett, une conférence conçue pour amener des conférenciers exceptionnels sur le campus de Mount Holyoke. Le premier conférencier est Robert Mulliken, lauréat du prix Nobel de chimie en 1966, avec qui Pickett avait publié un article en 1954. Dans les années 1970, Pickett demande que les fonds soient utilisés pour honorer les femmes scientifiques.
Elle est membre de l'Académie américaine des arts et des sciences en 1955. En 1957, elle reçoit la Médaille Garvan-Olin de l'American Chemical Society pour ses recherches en spectroscopie moléculaire.